# Maciej Sulkiewicz
Maciej (Suleyman bey) Sulkiewicz (în belarusă Мацей Аляксандравіч Сулькевіч, în azeră Süleyman bəy Sulkeviç; n. 20 iunie 1865, Kiemiejšy, acum districtul Voranava, Regiunea Grodno, Belarus – d. 15 iulie 1920, Baku) a fost un general-locotenent în armata Imperiului rus, prim-ministru al Crimeei (1918) și Șeful statului major general al Forțelor Armate azere între 1918 și 1920.
Născut din părinți de tătari lipcani, și-a schimbat numele de Mohammad după ce s-a stabilit în Azerbaidjan, Republica Democratică, dar în Azerbaidjan el este încă cunoscut sub numele de Suleyman bey Sulkiewicz și Mammad bey Sulkiewicz.
El s-a înrolat în Armata Imperială Rusă în 1883 și a devenit ofițer în 1886. A fost promovat la gradul de general-maior în 1910 și a devenit general-locotenent în 1915. Sulkiewicz a participat în Răscoala boxerilor, în Războiul Ruso-Japonez și în Primul Război Mondial, în care s-a aflat la comanda Diviziei 33 Infanterie și alături de care a luptat în Ofensiva Gorlice–Tarnów. După prăbușirea Imperiului Rus, Sulkiewicz a format Guvernul Regional al Crimeei ca guvern interimar în Crimeea aflată sub controlul forțelor de ocupare germană. Ca prim-ministru a adoptat legea cetățeniei crimeene, dar și interzicerea achiziționării de teren de către străini. Înainte de pierderea Crimeii în fața Mișcării Albe, Sulkiewicz s-a mutat în Azerbaidjan și a devenit Șef al statului major al Forțele Armate Azere pe 26 martie 1919.
El a fost arestat și executat de bolșevici la 15 iulie, după invazia Bolșevică din Azerbaidjan din 1920.